# Cisterna di Latina
Cisterna di Latina es una localidad italiana de la provincia de Latina, región de Lazio, con 34 445 habitantes.

## Evolución demográfica
| Gráfica de evolución demográfica de Cisterna di Latina entre 1861 y 2001 |
|                                                                          |
| Fuente ISTAT - elaboración gráfica de Wikipedia                          |

## Ciudades hermanadas
- Fort Smith
- Grombalia